# Fonofos
Fonofos (ISO-naam) is een verouderd insecticide uit de groep van organofosforverbindingen. Het is meer bepaald een thiofosfaatester. Het werd op de markt gebracht in 1967 door de Stauffer Chemical Company, onder de merknaam Dyfonate. Het werd vooral gebruikt bij de teelt van maïs.

## Regelgeving
Fonofos is sinds 2003 niet meer toegelaten in de Europese Unie. Ook in de Verenigde Staten en Canada is het niet meer toegelaten, omdat de fabrikant het middel niet meer ondersteunde.

## Toxicologie en veiligheid
Fonofos is een zeer toxische stof, vooral via de orale route, maar het kan ook langs de huid of de ogen worden opgenomen of door inademing. De symptomen zijn te vergelijken met die van andere organofosfaatinsecticiden. Deze verbindingen zijn cholinesterase-remmers. Symptomen van acute blootstelling zijn onder meer: zweten, stuiptrekkingen, duizeligheid, misselijkheid, moeilijke ademhaling en hoofdpijn. Bij inslikken kunnen braken of diarree optreden. Blootstelling aan een te hoge dosis kan dodelijk zijn. Fonofos is ook zeer giftig voor vogels, vissen en andere waterdieren, en voor bijen.